# Rio Barigui

O rio Barigui é um curso de água que banha a Região Metropolitana de Curitiba, no estado do Paraná. Sua nascente localiza-se no encontro com o arroio Antônio Rosa, no município de Almirante Tamandaré e corta 18 bairros de Curitiba até encontrar com o rio Iguaçu, localizado no bairro Caximba (ao extremo-sul da cidade).
A origem do nome Barigui teria diversas origens. No dialeto tingui significa “Yba – Braço/igui – deste, daquele, dele/hy – rio” que se apresenta com a literalidade: “Rio em forma de braço” ou “braço daquele rio” (referência a sua relação com o Rio Iguaçu). Já no vocabulário Tupi mbariwi’ý significaria o mosquito daquele rio, mosquito este conhecido popularmente como mosquito-palha, mosquito-pólvora, ou borrachudo. 

## Nascente
O rio Barigui nasce na serra da Betara, no município de Almirante Tamandaré e desagua no rio Iguaçu, no bairro Caximba em Curitiba, onde está localizado o Aterro Sanitário de Curitiba, fazendo divisa com os municípios de Fazenda Rio Grande e Araucária. Sua extensão é de de 66 quilômetros. O rio passa pelos parques Aníbal Khury, Tanguá, Tingui e Barigui.

## Principais afluentes

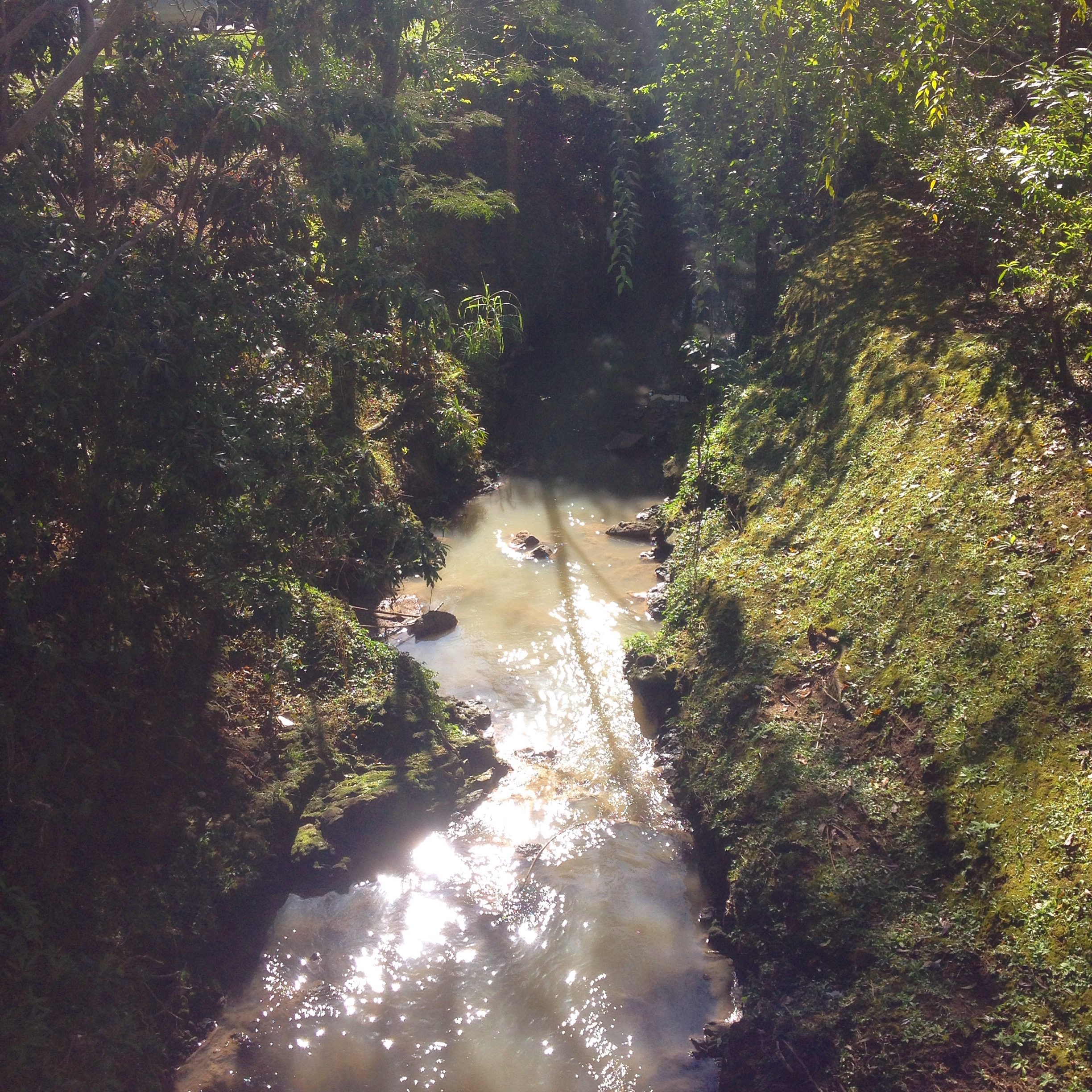
Córrego Vila Izabel na altura da Av. Arthur Bernardes, em Curitiba.

Os afluentes do rio Barigui, à direita, são os rios Tanguá, Uvu e Campo Comprido, além do ribeirão dos Muller. Na margem esquerda estão os rios Vila Formosa e Passo do França, como também os córregos da Vila Izabel e o Mercês-Barigui, além dos arroios da Ordem e o Pulador.

### Córrego Mercês-Barigui
A nascente do córrego Mercês-Barigui está localizada na rua José Casagrande, na cidade de Curitiba. O mesmo é classificado como código dois, ou seja, sendo considerado pouco comprometido (conforme a Portaria número 20 da SUREHMA).

## Bacia do Barigui

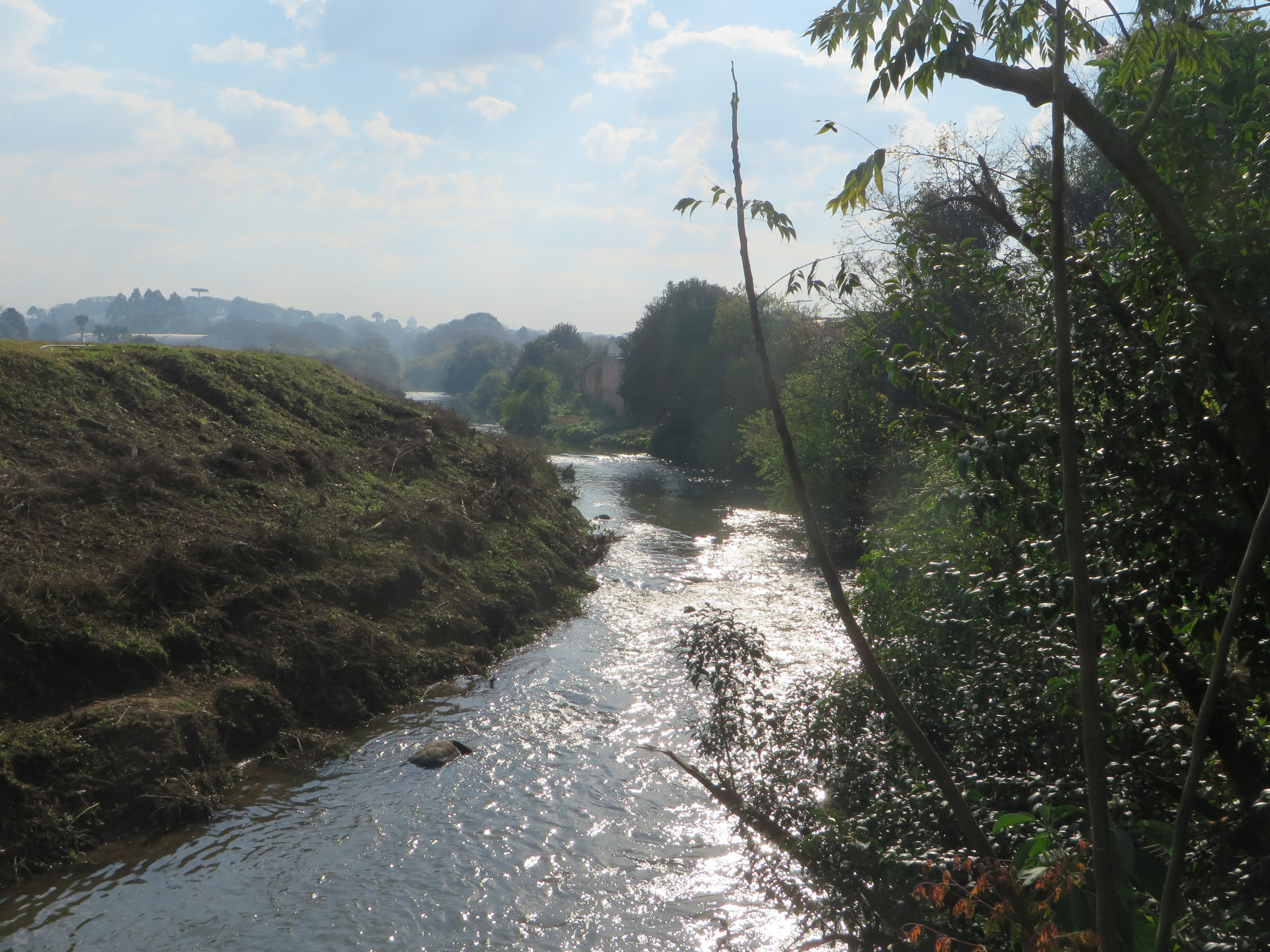
Rio Barigui na altura dos bairros Santa Quitéria (à direita) e Campo Comprido (à esquerda), em Curitiba.

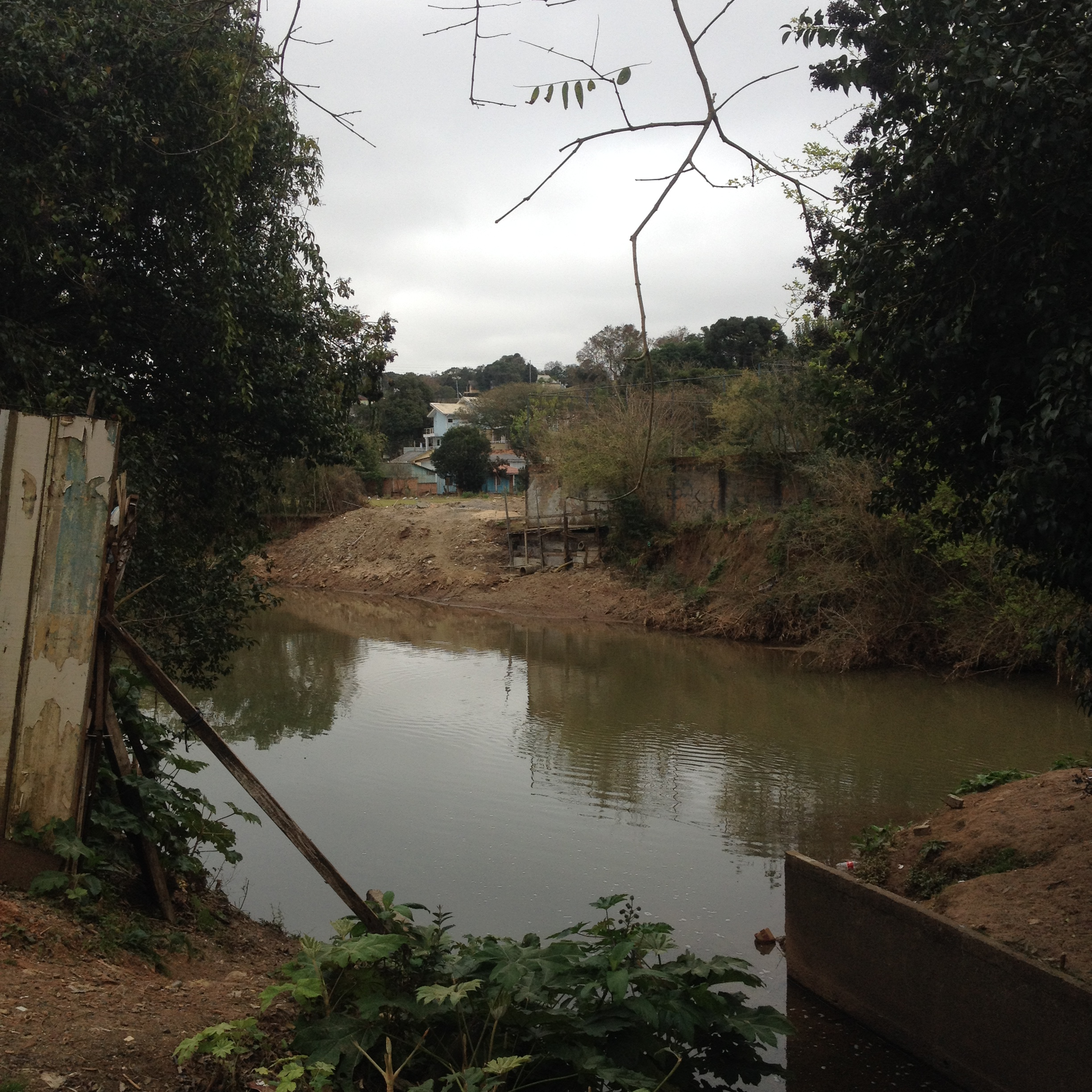
Trecho do rio com assoreamento e erosão, na região de Curitiba.

A bacia do rio Barigui é formada pelo leito principal e quatrocentas microbacias, sendo considerada a maior existente em Curitiba.

### Principais problemas ambientais
Atualmente, a bacia do rio Barigui tem passado por problemas de ordem ambiental, as quais se destacam:
- Ligações irregulares da rede de esgoto.
- Domicílios irregulares na bacia, que estão ocupando a Área de Preservação Permanente, estando as mesmas localizadas nas margens do Rio Barigui.

### Principais ações
Algumas ações tem sido realizadas, visando o melhoramento das condições do rio Barigui ao longo de seu percurso, destacando-se:
- Revitalização do rio: em Curitiba, as ações contemplam a implantação de áreas de preservação e de lazer ao longo do rio Barigui (como o Parque Guairacá)[13] e intensificação das ações de fiscalização e de educação ambiental.

- Perfilamento do rio (trechos Sul e Norte): consiste no alargamento da calha, rebaixamento do fundo do rio e a recomposição de suas margens e taludes.

- Bacias de retenção e de contenção do rio: são alternativas de prevenção a enchentes em áreas secas, geralmente gramadas, preparadas para absorver água das chuvas nos dias em que elas ocorrem e que posteriormente podem ter outra utilidade (como uma área de recreação, por exemplo).

No conjunto de trabalhos já realizados, destacam-se:
- Conduto forçado: o Conjunto Olaria.
- Muros de contenção: nos trechos Sul e Norte.
- Galerias celulares: nas ruas Coronel Carlos V. de Camargo e Marchanjo Bianchini; e no córrego Passo do França, localizado na Linha Verde.

As ações compreendem o Projeto Viva Barigui e o Programa Rio Parque, os quais estão inseridos no Programa de Aceleração do Crescimento - PAC2 Drenagem.

### Parque ambiental Aníbal Khury
Com duzentos e vinte mil metros quadrados, o Parque Aníbal Khury está localizado nas margens do rio Barigui, junto à rodovia que liga Curitiba a Almirante Tamandaré.